# Hochrheinflößerei
Die Hochrheinflößerei war der Floßbetrieb von unterhalb des Rheinfalls bei Schaffhausen bis Basel auf dem Rhein und dem Zufluss der Südschwarzwaldbäche sowie hauptsächlich der Aare vom 15. bis in die zweite Hälfte des 19. Jahrhunderts.

## Frühe Geschichte

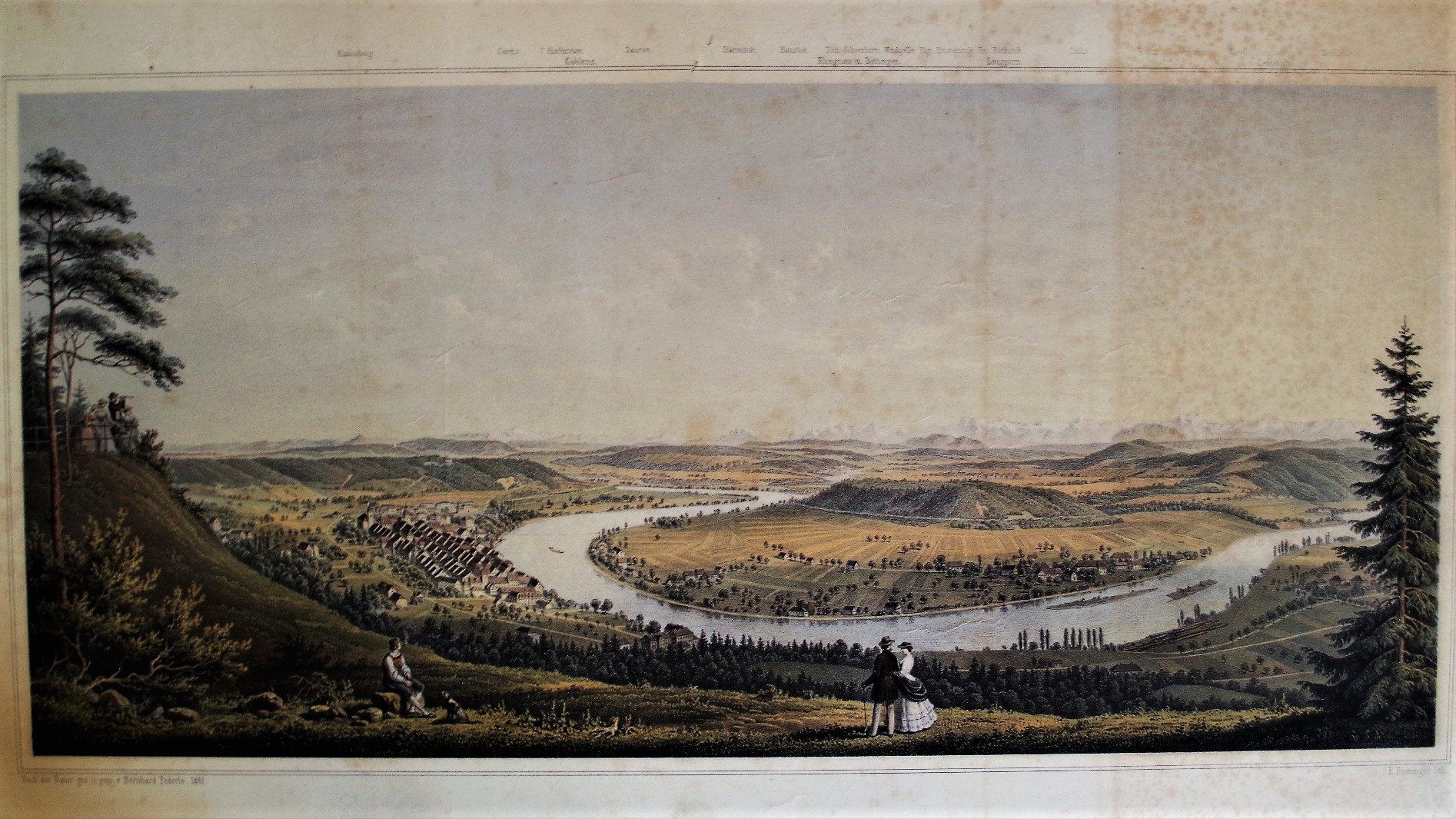
Flößerei auf dem Hochrhein bei Waldshut

Die Flößerei auf dem Hochrhein begann erst im 15. Jahrhundert. Zu dieser Zeit hatte die Hochrheinschifffahrt bereits seit längerem eine Bedeutung. Die Flößer arbeiteten im Auftrag von fremden Holzhändlern. Die Flößerei war auf weiten Streckenabschnitten mit Ausnahme der Überwindung des Laufens, einer beachtlichen Stromschnelle im beiderseitigen Laufenburg AG und Laufenburg (Baden), frei. Die Wutach wurde Anfang des 16. Jahrhunderts zum Flößen von Bauholz, Rebstecken und Schindelholz streckenweise geräumt. Ein Versuch, die Wutach für Langholz-Flößerei zu nutzen, gelang nicht und wurde 1838 endgültig aufgegeben. Schaffhausen und Grafenhausen bezogen bereits ab 1380 Dielen aus den Wäldern von Bonndorf. Von den Hotzenwaldbächen Steina, Schlücht. Mettma, Schwarza, Alb, Murg und Wehra konnte wegen der felsigen Sohlen kein Langholz befördert werden. Hier spielte die Scheitholztrift eine Rolle.

## Überwindung des Laufens in Laufenburg

Laufenburg Stromschnellen (1836)

In Laufenburg wurde der Wasserweg für die Flöße unterbrochen. Daher stand das Rheinrecht zum Führen von Flößen von Laufenburg bis Säckingen den Laufenburger Laufenknechten und von Säckingen bis Basel den Rheingenossen zu. Die Flöße wurden vor Laufenburg aufgelöst und die Stämme einzeln durch den Laufen gelassen. Flussschiffe wurden entladen und durch die gefährliche Felsenge durchgeseilt, Schiffsware über den Laufenburger Berg auf dem, Landweg transportiert. Unterhalb des Hindernisses fischte man mit Hilfe von Nachen die Hölzer wieder auf, um am Flussufer neue Flöße zusammenzubinden, wonach die Fahrt fortgesetzt werden konnte. Die einzelnen Stämme unterschiedlicher Händler waren mit Zeichen markiert. Man band jeweils aus drei ankommenden Flößen zwei größere neue, sortiert nach Besitzerkennzeichnung, zusammen. Die Kehrordnung sicherte den übernehmenden Säckinger Rheingenossen gleichmäßigen Anteil an der Floßarbeit.

## Holzhandel als bedeutende lokale Einnahmequelle
Brennholz wurde überwiegend an die Stadt Basel verkauft, Langholz wurde für Schiffs- und Hausbau bis Holland gefahren. Erst als Holland ab Anfang des 18. Jahrhunderts zur Seemacht aufstieg, musste der dortige Langholzbedarf der holländischen Werften neben dem Nordschwarzwald auch aus dem Südschwarzwald gedeckt werden.
Der Hochrhein war bis 1801 ein österreichischer Binnenfluss, so dass Österreich zur Zeit Napoleons daran interessiert war, geflößtes Holz nicht in die Hand der Franzosen geraten zu lassen. Anfang des 19. Jahrhunderts entstanden durch Unternehmer in Baden, der Schweiz und in Frankreich kapitalistische Holzhandelskompagnien, die das Holz in großem Umfang nach Holland und Frankreich verkauften. Der damit verbundene Flussbetrieb brachte den Laufenknechten und Rheingenossen eine erhebliche Einnahmequelle.

## Höhepunkt und Niedergang der Hochrheinflößerei im 19. Jahrhundert
Mit der Inbetriebnahme des Rhein-Rhonekanals 1834 wurde Holz ab Basel auch nach Südfrankreich verkauft, wodurch der Holztransport auf Aare und Rhein erheblich zunahm. Betrug der Holzanteil aus dem Schwarzwald und der Schweiz bis 1850 noch jeweils etwa 50 %, überwog der über Aare und Reuß geflößten Holzmenge ab der Mitte des 19. Jahrhunderts. Der Höhepunkt jährlicher Flöße ab der Aaremündung lag zwischen 1852 und 1859 mit insgesamt 20.618 Flößen, im Jahresdurchschnitt 2.577 Flößen, die den Laufen passierten. Die Floßfahrt wurde zusammen mit der Schifffahrt 1879 durch Baden und die Schweiz zwischen Neuhausen am Rheinfall und Basel freigegeben. Damit wurden die flößereirechtlichen Befugnisse aufgehoben. Die Privilegien der Laufenknechte und Rheingenossen erloschen. Der Holztransport verlagerte sich mit dem Eisenbahnbau zunehmend vom Wasser auf die Schienen. Beim Bau des Kraftwerks Laufenburg (1908–1912) war der Floßbetrieb bereits bedeutungslos geworden. Ein Durchlass für die Flöße existierte daher dort nicht mehr. Das letzte Floß kam in Basel 1927 an.